# Litografía axial computarizada
La litografía axial computarizada es un método  para impresión 3D basado en la tomografía axial computarizada para crear objetos a partir de una resina foto curable. El proceso fue desarrollado por una colaboración entre la Universidad de California en Berkeley y el Laboratorio Nacional Lawrence Livermore. A diferencia de otros métodos de impresión 3D, la litografía axial computarizada no construye modelos a través de depositar capas de material, como la fabricación por filamento fundido y la  estereolitografía. En cambio  crea objetos utilizando una serie de imágenes 2D proyectadas dentro de un cilindro de resina. Es notable por su capacidad de construir un objeto mucho más rápido que otros métodos usando resinas y la capacidad de incorporar objetos dentro de otros objetos.